# Enoplognatha caricis
Enoplognatha caricis là một loài nhện trong họ Theridiidae.
Lưng màu nâu sẫm với những họa tiết hình mũi giáo vào nó. Các chân có màu nâu với các dải màu nâu sẫm. Loài nhện này đan lưới của nó trong cỏ hoặc lá.